# Empaquetado de aplicaciones
El empaquetado de aplicaciones consiste en proporcionar las aplicaciones en forma de paquetes, a los que se suele llamar en inglés software bundle o application bundle. Estos paquetes están formados por los programas ejecutables de la aplicación, así como por todas las bibliotecas de las que depende y otros tipo de ficheros (como imágenes, ficheros de audio, traducciones y localizaciones, etc.), de forma que se proporcionan como un conjunto. Las bibliotecas de las que depende el programa pueden haber sido enlazadas tanto de forma dinámica como también estática. Por tanto, el usuario percibe el paquete como un conjunto que representa al programa en sí, cuando en realidad incluye varios ficheros.
El empaquetado de aplicaciones permite evitar los problemas de las dependencias tanto a la hora de instalar la aplicación como a la hora de usarla, ya que cada paquete lleva consigo sus dependencias, y la instalación o desinstalación de otro software no va a afectar a las dependencias de dicho paquete.
La principal ventaja del empaquetado de aplicaciones es precisamente que se evitan la problemática de las dependencias, y que la aplicación se puede trasladar de un computador a otro sin necesidad de reinstalarla, ya que el paquete de la aplicación contiene todos los ficheros necesarios para ejecutarla. Sin embargo, como desventaja se presenta que estos paquetes ocupan mucho más espacio en el disco, especialmente si el paquete incluye bibliotecas.
- Datos: Q8775648